# Mahazoarivo (Vohipeno)
Pour les articles homonymes, voir Mahazoarivo.
Mahazoarivo est une commune rurale malgache située dans la partie sud de la région de Fitovinany.